# (616) Elly
(616) Elly est un astéroïde de la ceinture principale.

## Description
(616) Elly est un astéroïde de la ceinture principale. Il fut découvert le 17 octobre 1906 à Heidelberg par August Kopff. Il présente une orbite caractérisée par un demi-grand axe de 2,55 UA, une excentricité de 0,06 et une inclinaison de 15,0° par rapport à l'écliptique.